# Queréndaro
Queréndaro es una localidad del estado mexicano de Michoacán, cabecera del municipio homónimo.

## Toponimia
De acuerdo con la Toponimia tarasco-hispano-nahoa de Cecilio Robelo, el nombre «Queréndaro» proviene del purépecha y se interpreta como ‘lugar de peñascos’.

## Historia
Su fundación data de la época del Imperio purépecha y es posible que la hayan fundado los matlatzincas, aunque parece que por algún tiempo no hubo población estable en dicho lugar.

## Ubicación y superficie
Queréndaro está ubicada en las coordenadas 19°48′36″N 100°53′1″O / 19.81000, -100.88361, a una altitud de aproximada de 1847 m s. n. m. El área urbana ocupa una superficie de 3.59 km².

## Demografía
Según los datos registrados en el censo de 2020, la población era de 9473 habitantes lo que representa un crecimiento promedio de 0.41 % anual en el período 2010-2020 sobre la base de los 9105 habitantes registrados en el censo anterior. Al año 2020, vivían en Queréndaro 4550 hombres y 4923 mujeres. La densidad poblacional era de 2638 hab/km².
| Gráfica de evolución demográfica de Queréndaro entre 2000 y 2020  |
|                                                                   |
| Fuente: Instituto Nacional de Estadística Geografía e Informática |

La población de Queréndaro está mayoritariamente alfabetizada (4.80 % de personas mayores de 15 años analfabetas, según relevamiento del año 2020), con un grado de escolaridad en torno a los 8 años. El 93.9 % de los habitantes de Queréndaro profesa la religión católica.
En el año 2010 estaba clasificada como una localidad de grado medio de vulnerabilidad social. Según el relevamiento realizado, 3753 personas de 15 años o más no habían completado la educación básica —carencia conocida como rezago educativo—, y 4392 personas no disponían de acceso a la salud.

## Monumentos históricos
En la ciudad de Queréndaro se preservan:
- Parroquia de San Diego.
- Capilla de San Vicente de Padua.
- Templo de la Inmaculada Concepción.

## Festividades
Además de celebraciones anuales de tipo religioso o cívico, anualmente se realiza la «Feria del Chile». Durante los tres días que habitualmente dura la festividad se exponen distintas preparaciones elaboradas con chiles, uno de los cultivos más importantes de la zona. La feria incluye desfile de carros y presentaciones artísticas.